# بطولة آسيا للمبارزة 2009
بطولة آسيا للمبارزة 2009 أقيمت في الدوحة عاصمة قطر في الفترة من 14 إلى 19 نوفمبر 2009.

## ملخص الميداليات

### الرجال
| الحدث             | الذهبية                        | الفضية                         | البرونزية                     |
| ----------------- | ------------------------------ | ------------------------------ | ----------------------------- |
| سلاح الشيش الفردي | كوريا الجنوبية · بارك كيونغ دو | كوريا الجنوبية · غونغ سونغ هوا | كوريا الجنوبية · أن سونغ هو   |
| سلاح الشيش الفردي | كوريا الجنوبية · بارك كيونغ دو | كوريا الجنوبية · غونغ سونغ هوا | الصين · وانغ فنغ              |
| سلاح الشيش الفرق  | كوريا الجنوبية                 | كازاخستان                      | الصين                         |
| سلاح الشيش الفرق  | كوريا الجنوبية                 | كازاخستان                      | اليابان                       |
| سيف الشيش فردي    | اليابان · يوكي أوتا            | الصين · تشو جون                | كوريا الجنوبية · كوون يونغ هو |
| سيف الشيش فردي    | اليابان · يوكي أوتا            | الصين · تشو جون                | كوريا الجنوبية · ها تاي-غيو   |
| سيف الشيش فرق     | اليابان                        | الصين                          | كوريا الجنوبية                |
| سيف الشيش فرق     | اليابان                        | الصين                          | هونغ كونغ                     |
| السيف العربي فردي | كوريا الجنوبية · كيم جونغ هوان | كوريا الجنوبية · أو إيون سيوك  | الصين · تشونغ مان             |
| السيف العربي فردي | كوريا الجنوبية · كيم جونغ هوان | كوريا الجنوبية · أو إيون سيوك  | اليابان · كوجي ياماموتو       |
| السيف العربي فرق  | الصين                          | اليابان                        | كوريا الجنوبية                |
| السيف العربي فرق  | الصين                          | اليابان                        | كازاخستان                     |

### السيدات
| الحدث             | الذهبية                      | الفضية                  | البرونزية                      |
| ----------------- | ---------------------------- | ----------------------- | ------------------------------ |
| سلاح الشيش الفردي | الصين · لوه شياو جيوان       | الصين · شو أنكي         | كوريا الجنوبية · جونغ هيو جونغ |
| سلاح الشيش الفردي | الصين · لوه شياو جيوان       | الصين · شو أنكي         | كوريا الجنوبية · أوه يون هي    |
| سلاح الشيش الفرق  | كوريا الجنوبية               | الصين                   | هونغ كونغ                      |
| سلاح الشيش الفرق  | كوريا الجنوبية               | الصين                   | اليابان                        |
| سيف الشيش فردي    | كوريا الجنوبية · نام هيون هي | الصين · داي هويلي       | كوريا الجنوبية · جيون هي سوك   |
| سيف الشيش فردي    | كوريا الجنوبية · نام هيون هي | الصين · داي هويلي       | اليابان · يوكي موري            |
| سيف الشيش فرق     | كوريا الجنوبية               | الصين                   | اليابان                        |
| سيف الشيش فرق     | كوريا الجنوبية               | الصين                   | هونغ كونغ                      |
| السيف العربي فردي | الصين · ني هونغ              | هونغ كونغ · تشاو تسز كي | الصين · تشو مين                |
| السيف العربي فردي | الصين · ني هونغ              | هونغ كونغ · تشاو تسز كي | كوريا الجنوبية · كيم كيوم هوا  |
| السيف العربي فرق  | الصين                        | كوريا الجنوبية          | هونغ كونغ                      |
| السيف العربي فرق  | الصين                        | كوريا الجنوبية          | اليابان                        |

## جدول الميداليات
| الترتيب | منتخب          | ذهبية | فضية | برونزية | المجموع |
| ------- | -------------- | ----- | ---- | ------- | ------- |
| 1       | كوريا الجنوبية | 6     | 3    | 9       | 18      |
| 2       | الصين          | 4     | 6    | 4       | 14      |
| 3       | اليابان        | 2     | 1    | 6       | 9       |
| 4       | هونغ كونغ      | 0     | 1    | 4       | 5       |
| 5       | كازاخستان      | 0     | 1    | 1       | 2       |
| المجموع | المجموع        | 12    | 12   | 24      | 48      |